# Responsabilitat estesa del productor
La responsabilitat estesa del productor és un principi de l'economia i del dret mercantil que estén la responsabilitat del productor a tot el cicle de vida d'un producte, des de la concepció, la fabricació cap al tractament dels residus. Es fa servir sovint l'acrònim EPR, de l'anglès extended producer responsibility. Si inicialment es pensava principalment al productor, a poc a poc s'hi va implicar tota la cadena de producció i de distribució. Aquesta responsabilitat estesa concerneix tot tipus de productes: tinguin vida breuíssima com ara els embalatges no reutilitzables, vida mitjana com electrodomèstics i fins i tot edificis i infraestructures.
El principi resumeix una sèrie d’estratègies sobre el control de seguretat del producte en tota la cadena de subministrament i en la recollida, retorn o reciclatge del producte al final de la seva vida útil. És, entre d'altres, un dels principis de base de la normativa europea sobre la gestió dels residus d'aparells elèctrics i electrònics i les de les bateries i piles. El concepte va ser proposat el 1990 pels científics Thomas Lindhqvist i Karl Lidgren en un informe al govern suec amb el títol que traduït seria: Des del bressol a la tomba – sis estudis sobre l'impacte mediambiental de productes. En eixamplar la responsabilitat del productor, no tan sols es contribueix a resoldre el problema dels residus sinó també a fomentar el disseny de productes nous amb menys impacte mediambiental en tot el cicle de vida i més fàcils per reciclar.
- Exemple: l'embalatge amb fiança

- Exemple: l'il·luminació

Sota la pressió de les exigències mediambientals, els productors n'han millorat el balanç ecològic. La llum fluorescent era un progrés tecnològic en comparació de la bombeta elèctrica en donar un rendiment luminós superior, és a dir, dona més llum per la mateixa quantitat d'energia i produeix menys calor residual. Tot i això queden fràgils i en trencar-se poden ferir consumidors i treballadors i alliberen vapor de mercuri tòxic. L'il·luminació d'estat sòlid, com ara els LED, encara augmenta el rendiment luminós, és més compacte, conté menys components tòxics. La durada de vida s'estima a 40.000 hores, el que redueix considerablement el volum de residus. En menys de deu anys, han reduït el consum d'energia per l'il·luminació de 75%. El risc de ferides, de trencar-se i d'alliberar verí durant la manipulació normal és quasi zero. La producció ans al contrari demana molta energia. Només en fi de vida, llençats en abocadors incontrolats, poden alliberar a poc a poc les substàncies nocives. Encara no hi ha cap tecnologia satisfaent per reciclar-les i recuperar els metalls rars com l'indi i el gal·li.